# Río Huemules (Steffen)
El río Huemules es un curso natural de agua que nace de los deshielos del lado sur del Campo de Hielo Norte y desemboca en el estero Steffen del canal Martínez. Su cuenca limita al este con la cuenca inferior del río Baker.
(No confundir con el Río Huemules (Tres Cruces).)

## Caudal y régimen
Los deshielos del Glaciar Steffen producen inundaciones periódicas en el valle del río.

## Historia
Luis Risopatrón lo describe en su Diccionario jeográfico de Chile (1924):
Huemules (Río). Es de aguas turbias de color de leche, en las que se ha medido 4 °C de temperatura, nace en un ventisquero que dista no más de 7 u 8 kilómetros de la costa i se dirige primero hácia el S i después hácia el SE en una abra de 2 a 3 km de ancho que recibe por ambos lados otras abras secundarias, cubiertas de espeso monte; corre en varios brazos con gran rapidez, en un lecho fangoso, del que solamente una parte mui pequeña se puede recorrer en botes i se vacia en la ribera N del estremo N del estero Steffen, del canal Martínez. En las orillas se estienden varios trechos descubiertos, formados por aluviones arenosos i pedregosos, con manchas de bosque i pasto, que son paraderos de huemules i en la parte E de su desembocadura se levanta una puntilla baja i pastosa.